# チェイス 第1章
『チェイス 第1章』（チェイス だいいっしょう）は、ジョーカーフィルムズ株式会社により製作されたインターネットドラマ。2017年12月22日から、アマゾンジャパン合同会社により配信された。

## 概要
ジョーカーフィルムズにより製作され、アマゾンジャパンにより配信されたオリジナルのインターネットドラマである。福田靖が脚本を手掛け、深川栄洋が総監督を務めた。
「このドラマはフィクションです」と称して配信していたが、内容が足利事件など実際の幼女殺害事件を取材したノンフィクションに酷似していた。さらに、このドラマは制作にあたって被害者の遺族に対して全く取材をしておらず、遺族から許可も得ないまま配信したため、被害者感情を無視しているとして問題になった。
この事態を受け、アマゾンジャパンは第7話のみ配信を中止したが、あくまで一時的な措置であり後日配信すると主張している。

## 経緯
大谷亮平と本田翼がダブル主演を務めるサスペンスドラマである。アマゾンジャパンのオリジナルドラマシリーズとして制作が開始された。本田扮するテレビ局のスタッフが未解決事件について取材を進めるうち、DNA型鑑定に基づいて有罪判決が下された過去の裁判を知り、冤罪ではないかと疑問を持つという展開である。なお、このドラマはフィクションだと謳っていたが、内容が1990年に発生した足利事件など一連の幼女殺害事件を取材した清水潔のノンフィクション『殺人犯はそこにいる――隠蔽された北関東連続幼女誘拐殺人事件』に酷似していたため、物議を醸した。
清水の著書を刊行した新潮社がドラマを検証した結果、ストーリーや台詞、情景の描写などに数多くの類似点が見つかっている。また、清水の著書は実際の幼女誘拐殺人事件を取材したノンフィクションであるため、ストーリーは全て実話であり、登場する被害者や遺族らは全て実在の人物である。しかしながら、ドラマの制作スタッフは遺族への取材や許諾を一切取っておらず、さらには被害者を殺害するシーンが放送されるに至ったため、新潮社、日本テレビ放送網、および、清水潔がアマゾンジャパンに抗議する事態となった。

## 清水潔の著書との類似
新潮社
『殺人犯はそこにいる――隠蔽された北関東連続幼女誘拐殺人事件』を刊行した新潮社は、2017年12月に「弊社および清水氏はドラマ『チェイス』の制作について何ら関知いたしておりません」としたうえで「映像化につきましては、書籍発売後から数多くのお話を頂戴しておりますが、事件の被害者であるご遺族の感情に配慮し、弊社および清水氏は慎重を期して検討を進めております」とのコメントを発表するなど、映像化には被害者や遺族らに対して配慮が必要であるとの姿勢を表明している。
翌年1月、新潮社は『チェイス 第1章』を配信するアマゾンジャパンに即時配信停止を申し入れた。産経新聞社の取材に対して、新潮社ノンフィクション編集部の編集長は「ドラマを検証した結果、物語の展開やセリフ、情景描写など多くの類似点が見つかった。アマゾン側から映像化の申し入れはなかった。映像化については事件の被害者である遺族の感情に配慮し慎重を期している」と説明している。
日本テレビ放送網
清水潔は日本テレビ放送網の『NNNドキュメント』にて足利事件など一連の幼女殺害事件の調査報道を地道に続けてきたが、日本テレビ放送網も「本ドラマ制作にあたり両社および本ドラマ関係者から、当報道局には一切の相談・通知もありませんでした」と説明している。そのうえで「本ドラマは、当報道局はもとより被害者遺族への連絡・取材なども一切無く、事件被害者らの描写について多くの点で本件報道と類似点のある内容で制作・配信された」と指摘したうえで「当報道局としては倫理的にも著作権法的な見地からも到底看過できません」とのコメントを発表し、2018年1月にアマゾンジャパンとジョーカーフィルムズに対して抗議した。
『チェイス 第1章』制作スタッフ
清水の著書との類似が問題視されるようになると、このドラマの共同プロデューサーを務める四宮隆史は『殺人犯はそこにいる――隠蔽された北関東連続幼女誘拐殺人事件』を刊行直後に読んでいたことを認め、「足利事件に限らず、未だ解決の目処が立たない未解決事件を、未解決のまま放置しておくべきではない」と感じたので「架空の連続ドラマという『入りやすい入り口』で表現することにより、広い範囲の人と共有することができ、結果として真相解明に向けた糸口が見つかるかもしれない。こんな想いから、ドラマ《チェイス》の制作を企画しました」と主張している。
ただ、四宮が同書を読んでいたと認めて以降、このドラマを制作したジョーカーフィルムズは2018年1月時点で「複数の文献や判決文等に記載された、客観的に明らかとなった周知の事実を踏まえて『架空の物語』を創作したものであり、特定の書籍に依拠したものではありません」と主張していた。しかし、2018年8月、清水の著書とのストーリー等の共通部があることを認め、清水に加え、足利事件など一連の幼女殺害事件の遺族らに対して謝罪する旨の声明を公表した。
清水潔
『殺人犯はそこにいる――隠蔽された北関東連続幼女誘拐殺人事件』を執筆した清水は、日本テレビ放送網にチーフディレクターとして勤務している。そのため、清水は「私はテレビ局員で普段はチーフディレクターという立場です。自らでドラマを撮った事もあり、自著『殺人犯はそこにいる』を簡単にドラマ化にして良いなら、とっくの昔に自分でやってます。なぜそこに想いが至らないのか」と苦言を呈している。
また、2018年1月には「何より大切なことは遺族への配慮です。現実に起こった事件の『殺害の瞬間』描写など『ドラマ化』してはならないと考えています。これは日テレの足利報道や、桶川報道でも実践してきました」と批判したうえで「もしもあなたの大切な誰かが不幸な最期を迎え、悲しみの中で暮らしている時、ある日突然にその不幸をエンターテイメントの題材にされ、『架空の事件』なのだと再現映像化された時、あなたはそれを許すことができるのでしょうか?」と疑問視している。

## 登場人物
三上 一樹（３６）
演 - 大谷亮平
フリーのベテランジャーナリスト。
熱帯魚店の払い下げのワンボックスカーで寝泊まりしている。実は交通事故で妻を失い、家に帰ると妻のことを思い出してしまうので、車で寝泊まりするようなった。また、その際の報道に真実や遺族の喪失感が伝えられていないことから、マスコミを嫌悪するようになる。
相沢 麻衣（２４）
演 - 本田翼
BS東都のアシスタントディレクター。27年前に起こった連続幼女誘拐殺人事件のある矛盾に気づき、冤罪を扱ったドキュメンタリー番組を企画する。三上とは対照的な素直なタイプだが、三上の力を借りながら事件を追いかけていく。
長谷川 正（52）
演 - 岸谷五朗
BS東都のエグゼクティブプロデューサー。三上とは旧知の仲。かつては本局の報道番組の第一線で活躍していたが、業界のタブーに触れBS東都へ左遷された。麻衣の企画に賛同し、二人を引き合わせて真相究明を後押しする。
斉藤 真紀子
演 - 羽田美智子
BS東都が放送する『サンセットニュース』のキャスター。二度の不倫を他局にスクープされBS東都に左遷された。BS東都内ではお局的な立ち位置で、番組の方針を決定づけるほどの絶対的発言力を持つ。プライドが高く、キー局のアナウンサーを敵視している。
三上と麻衣に強く説得され「連続幼女誘拐殺人事件の検証特番」の番宣を週一で5分やることになる。
渡辺 俊哉（３８）
演 - 小林且弥
BS東都の技術部の職員。過去に世話になった上司を殴ってしまいBS東都に左遷される。ぶっきらぼうな性格だが男気のあふれる職人気質で頼れる兄貴肌。
田中 一平（２６）
演 - 橋本淳
BS東都のアシスタントディレクター。とにかく軽い性格で「合コン行きましょ」が口癖。
平山 英一（５９）
演 - 田山涼成
事なかれ主義のBS東都の局長。自らのメンツのために麻衣の計画を全面的にバックアップする。
白井 徹子
演 - かとうかず子
白井法律事務所の弁護士。山崎の弁護を担当した。
赤坂 吾郎
演 - でんでん
山崎を逮捕した元警察官。現在は隠居生活を送っているが、現役当時は暴力的な捜査・取り調べでその名をはせ、山崎に対しても執拗な取り調べで自白させる。。
守谷 秀人（65）
演 - 嶋田久作
『チェイス 第1章』の公式ウェブサイトでは「謎の男」とだけ紹介されている。
山崎 登（67）
演 - 平田満
幼女誘拐殺人事件の被疑者として逮捕された元保育園用務員。朴訥とした性格で気が小さくしゃべり下手。未だに無実を主張している。

### ゲスト
第1話
- 澤田加奈（畑で行方不明になった少女） - 前田織音（3話）
- 金子圭介（「サンセットニュース」のキャスター） - 池田良
- 澤田寛治（加奈の父親） - 梅里アーツ
- 加瀬大樹（女子中学生誘拐犯） - カトウシンスケ

第2話
- 山中秀樹（東都テレビ記者） - 山中秀樹
- 片山吾郎（27年前の神奈川県警刑事部長） - 小平一誠
- パチンコ店員 - 嶺豪一
- おばちゃん - 歌川椎子
- 老女（老人ホーム入居者・葵が誘拐され直前を知る） - 大原真理子
- 木下浩二（葵の父親・10年前死去） - 大谷幸広（4話）
- 園長（山崎が勤務していた幼稚園の園長） - 亀岡園子
- 住職（山崎の実家が檀家だった寺の住職・山崎の支援者） - 小倉一郎

第3話
- 木下雅代（葵の母親） - 中村久美（4話、5話）
- 木下梓（葵の妹・葵が殺されたことを知らない） - 古畑星夏（4話、5話）
- 木下浩二（葵の父親） - 大谷幸広園長（山崎が勤務していた幼稚園の園長） - 亀岡園子
- 松木恵子（葵殺害事件当時の目撃者・喫茶店経営者） - 倉野章子
- 松木（恵子の夫・喫茶店経営者） - 遠藤たつお
- 中村豊（葵殺害事件の目撃者） - 長野克弘
- 佐藤久志（葵殺害事件の目撃者・当時12歳） - 嶋村太一

第4話
- 研究者（分子遺伝子学者） - 吉満寛人
- 笠原広明（アドロ化粧品研究所 研究員・葵殺害事件のDNA鑑定担当者） - 松田洋治

第5話
- 三田（テレビ東都常務・平山の元部下） - 海原はるか（6話）

第6話
- 三枝頼子（1件目の被害者の三枝実花の母） -
- 倉科京子（2件目の被害者の倉科沙織の母） - 五十嵐美紀
- 皆口彩花（4件目の被害者の皆口朋美の母） - はやしだみき
- 笹本真奈美（5件目の被害者の笹本有希の母） - 山崎まさ江

第7話
- 村井邦彦（警察庁刑事局刑事企画課長） - 井上肇

## スタッフ
- 脚本 - 福田靖
- 総監督 - 深川栄洋
- 監督 - 川村直紀・進藤丈広
- 音楽 - 長岡成貢
- 主題歌 - ポルノグラフィティ「Working men blues」
- プロデューサー - 山田周
- 共同プロデューサー - 四宮隆史
- 撮影 - 石井浩一
- 照明 - 椎原教貴
- 美術 - 黒瀧きみえ
- 装飾 - 石田満美
- 録音 - 林大輔
- 企画 - CRG
- 制作協力 - シャイカー
- 製作 - ジョーカーフィルムズ

## チェイス 第2章

### 登場人物
三上 一樹
演 - 大谷亮平
フリーのベテランジャーナリスト。
相沢 麻衣
演 - 本田翼
BS東都のアシスタントディレクター。
長谷川 正
演 - 岸谷五朗
BS東都のエグゼクティブプロデューサー。
相沢 麻衣
演 - 羽田美智子
BS東都が放送する『サンセットニュース』のキャスター。
渡辺 俊哉
演 - 小林且弥
BS東都の技術部の職員。
田中 一平
演 - 橋本淳
BS東都のアシスタントディレクター。
畑山 香奈子
演 - 財前直見
19年前、保険金殺人と幼児遺体遺棄の容疑をかけられ、限りなくクロに近いとされながらも徹底した黙秘を貫き無罪を勝ち取る。
事件当時の「佐賀」から、旧姓の「畑山」に姓を変え、現在はひっそりとエステサロンを経営している。
猪俣 美智子
演 - 森尾由美
19年前に起こった幼児遺体発見事件の被害者家族。息子の死の真相がわからないまま時が経ち、現在に至っている。三上と麻衣の申し出を受け、一度決着した事件の真相を知るために、民事裁判で訴えを起こすことを決意する。
森 圭祐
演 - 矢柴俊博
上都新聞の記者。三上の新聞記者時代の先輩。
驚異的な情報収集能力を誇り、畑山香奈子の居所を突き止めるなど、今回の事件究明に一役買っている。
後輩にあたる三上からはタメ口で話されているものの、本人はそのことは全然気にしていない模様。
尾崎 正治
演 - 大鷹明良
精神科医でありながら催眠療法の権威。
19年前、畑山香奈子に催眠療法で施術したのをきっかけに、香奈子に師事される。しかし、香奈子の催眠術の天性のセンスと倫理観の欠落に危険を感じ、以降接触を一切断っていた。
松田 由季枝
演 - 中島亜梨沙
香奈子の一人娘。幼少期に母香奈子の事件があり、一時施設に預けられる。
事件を知る重要な証言者となり得るキーマンだが、当時の記憶は曖昧で、思い出そうにもなぜか思い出せない。香奈子に対しては“良い母”の記憶しかない。
木村 茜
演 - 山下容莉枝
香奈子が勤めていたスナックの同僚。保険金殺人容疑がかけられた香奈子の引越しを手伝っていた。
子供の重さほどの“スーツケース”を運んでいたとされるが、そのことを思い出そうとすると激しい頭痛に襲われてしまう。
牧田 亮太
演 - 橋本じゅん
香奈子が勤めていたスナックの常連客で、当時香奈子に想いを寄せていた人物。
事件当時被害者の男児に接触し、幼児遺体遺棄事件に関わったとされる重要人物だが、当時を思い出そうとすると激しい頭痛に襲われてしまう。

### スタッフ
- 脚本 - 福田靖
- 総監督 - 深川栄洋
- 監督 - 川村直紀・進藤丈広
- 音楽 - 長岡成貢
- 主題歌 - ポルノグラフィティ「Working men blues」
- プロデューサー - 山田周
- 共同プロデューサー - 四宮隆史
- 撮影 - 石井浩一
- 照明 - 椎原教貴
- 美術 - 黒瀧きみえ
- 装飾 - 石田満美
- 録音 - 林大輔
- 企画 - CRG
- 制作協力 - シャイカー
- 製作 - ジョーカーフィルムズ

## 関連人物
- 四宮隆史
- 清水潔 (ジャーナリスト)
- 深川栄洋
- 福田靖